# مدیسون (ایلینوی)
مادیسون، ایلینوی (به انگلیسی: Madison, Illinois) یک شهر در ایالات متحده آمریکا با جمعیت ۳٬۸۹۱ نفر است که در ایلی‌نوی واقع شده‌است.